# Die Hilfe
Die Hilfe war eine deutsche liberale Zeitschrift, die von 1895 bis 1941 in Berlin erschien.
Bei der Zeitschrift Die Hilfe handelt es sich um eines der wichtigsten Periodika der liberalen Bewegung in Deutschland. Das wöchentlich, zeitweise mehrfach in der Woche erscheinende Blatt wurde von Friedrich Naumann in der Zeit des Wilhelminismus gegründet und propagierte die Idee eines „nationalen Sozialismus“. Die Hilfe verstand sich als ein offenes Forum, das Debatten anregen und damit zur Bildung einer kritischen Öffentlichkeit in Deutschland vor 1933 beitragen wollte. Die Zeitschrift hatte eine links- oder sozialliberale Ausrichtung.
Die Hilfe hatte wechselnde Untertitel. Sie erschien als „Zeitschrift für Politik, Wirtschaft und geistige Bewegung“ oder auch als „Zeitschrift für Politik, Literatur und Kunst“; abhängig von der Erscheinungsfrequenz führte sie von 1914 bis 1919 den Untertitel „Wochenschrift für Politik, Literatur und Kunst“.
Die Hilfe erschien stets in Berlin; von 1895 bis 1908 im Verlag Osmer. Zwischen 1908 und 1922 wurde sie in einem eigenen nach ihr benannten Verlag publiziert, der auch Schriften von Naumann herausgab. Von 1923 bis 1925 erschien sie im Herbig Verlag, von 1926 bis 1928 im Verlag Litfaß' Erben, von 1928 bis 1931 in der Sieben Stäbe Verlags- und Druckgesellschaft und von 1932 bis 1941 schließlich im Verlag von Hans Bott.
Herausgeber der Hilfe war zunächst der Gründer Friedrich Naumann (bis 1919), später folgten ihm u. a. Wilhelm Heile, Anton Erkelenz, Gertrud Bäumer, Dietrich Mende, Walter Goetz und Theodor Heuss. Autoren der Hilfe war u. a. Martin Rade und Gottfried Traub.